# Вельк, Эм
Эмиль Вельк, известный под псевдонимом Эм Вельк (нем. Emil Welk, Ehm Welk; 29 августа 1884 — 19 декабря 1966) — немецкий журналист, писатель, профессор.

## Биография
Родился 29 августа 1884 года в семье фермера в нынешнем Ангермюнде, Бранденбург. Окончив школу в деревне, 16-летний подросток уехал из дома, получил коммерческое образование, работал на море, а также журналистом в нескольких газетах в Брауншвейге. Некоторое время Вельк также занимался преподавательской деятельностью а Грайфсвальдском университете.